# 友保駅
友保駅（ウボえき）は、大韓民国大邱広域市軍威郡にかつて存在した韓国鉄道公社の駅である。

## 利用可能な路線
- 韓国鉄道公社
  - 中央線

## 歴史
- 1938年12月1日：開業[1]。
- 2007年6月1日：旅客取扱中止。
- 2024年12月20日：新線への切り替えに伴い廃止。

## 隣の駅
韓国鉄道公社
中央線
塔里駅 - 友保駅 - 花本駅